# Get Shorty
Get Shorty är en amerikansk komedifilm från 1995 i regi av Barry Sonnenfeld. Filmen är baserad på en roman med samma namn från 1990, skriven av den amerikanska författaren Elmore Leonard.

## Handling
Chili, en maffia-torped, kommer till Hollywood för att inkassera ett lån för sin uppdragsgivares räkning. Där möter han Harry som är producent för billiga skräckfilmer och vill anlita honom.

## Rollista (urval)
- John Travolta - Chili Palmer
- Gene Hackman - Harry Zimm
- Rene Russo - Karen Flores
- Danny DeVito - Martin Weir
- Dennis Farina - Ray "Bones" Barboni
- Delroy Lindo - Bo Catlett
- James Gandolfini - Bear
- Jon Gries - Ronnie Wingate
- Renee Props - Nicki
- David Paymer - Leo Devoe
- Martin Ferrero - Tommy Carlo
- Miguel Sandoval - Mr. Escobar
- Jacob Vargas - Yayo Portillo
- Bobby Slayton - Dick Allen
- Linda Hart - Fay Devoe
- Bette Midler - Doris Saphron